# Scolopaci
Scolopaci é uma subordem de aves pernaltas dentro da ordem Charadriiformes que contém as seguintes famílias:
- Família Rostratulidae
- Família Jacanidae
- Família Pedionomidae
- Família Thinocoridae
- Família Scolopacidae